# Ilex nuculicava
Ilex nuculicava är en järneksväxtart som beskrevs av Shiu Ying Hu. Ilex nuculicava ingår i släktet järnekar, och familjen järneksväxter.

## Underarter
Arten delas in i följande underarter:
- I. n. auctumnalis
- I. n. glabra